# 3C 273
3C 273 je kvasar v souhvězdí Panny. Je historicky prvním objektem, který byl identifikován jako kvasar.
Ve viditelné oblasti spektra je to nejjasnější kvasar (jeho zdánlivá magnituda je 12,8). Zároveň je to jeden z nejbližších kvasarů – má rudý posuv 0,158,
kterému odpovídá vzdálenost 2,4 miliardy světelných let. Při své absolutní magnitudě -26,7 také patří mezi nejzářivější kvazary, takže kdyby se nacházel v podobné vzdálenosti jako Pollux (přibližně 10 parseků), viděli bychom jej na obloze stejně jasný jako Slunce. Absolutní magnituda Slunce je 4,83, takže tento kvasar je čtyř bilionkrát jasnější než Slunce. Hmotnost kvasaru se odhaduje na 886 ± 187 milionů hmotností Slunce.

## Velký výtrysk plazmatu

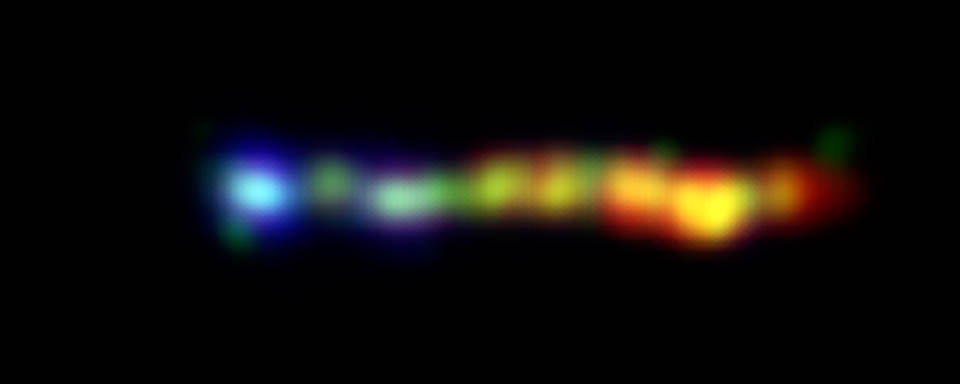
Polární jet tryskající z 3C 273, snímek ve falešných barvách kombinovaný z různých oblastí spektra z dalekohledů Spitzer, Hubble a Chandra, 2006

Velkými teleskopy lze pozorovat výtrysk plazmatu dlouhý přibližně 80 tisíc světelných let (24539 parseků), který začíná ve vzdálenosti 12" (úhlových sekund) od jádra galaxie a dosahuje do vzdálenosti 21". Výtrysk je tedy jen o málo menší než průměr disku celé naší Galaxie, která má průměr téměř 100 tisíc světelných let. V roce 1995 bylo na snímcích z Hubbleova vesmírného dalekohledu odhaleno zvláštní uspořádání výtrysku, které je tvořeno pravidelně střídanými jasnými místy a oblastmi slabšího vyzařování.

## Historie pozorování
Označení 3C 273 znamená, že jde o 273. objekt (seřazeno podle rektascenze) Třetího cambridgeského katalogu radiových zdrojů (3C), který v roce 1959 vydala Univerzita v Cambridgi. Poté, co Cyril Hazard a kol. na Observatoři Parkes určili přesnou pozici pomocí zákrytu Měsícem,
byl rádiovému zdroji rychle přiřazen viditelný protějšek, blíže neurčený hvězdný objekt. V roce 1963 vydali Maarten Schmidt a John Beverley Oke
v časopise Nature oznámení o velkém rudém posuvu kvasaru 3C 273, jehož hodnotě 0,158 odpovídá vzdálenost několika miliard světelných let.
Přiřazení viditelného protějšku se několik objektů dočkalo dříve než 3C 273, prvním z nich byl 3C 48. Několik aktivních galaxií bylo dokonce mylně považováno za proměnné hvězdy (např. BL Lacertae), ale jejich pravá podstata nebyla pochopena, protože se jejich spektrum velmi odlišovalo od ostatních známých hvězd, ve kterých se nacházejí typické spektrální čáry. 3C 273 tak byl prvním kvasarem, u kterého byla určena pravá podstata kvasarů – je to velmi jasný objekt v kosmologických vzdálenostech.
3C 273 je tzv. hlasitý (radio-loud) kvasar a byl jedním z prvních zdrojů rentgenového záření nacházejících se mimo Galaxii, které byly objeveny v roce 1970. Ovšem ani v roce 2006 ještě nebylo jisté, jakým způsobem rentgenové záření v kvasaru vzniká. Zářivý výkon kvasaru se mění téměř na všech vlnových délkách elektromagnetického záření od rádiových vln po záření gama s periodou od několika dní až po desítky let. Ve výtrysku plazmatu bylo objeveno rádiové, infračervené a viditelné záření se souhlasnou polarizací, takže jde téměř jistě o synchrotronové záření, tedy záření vydávané svazkem částic pohybujících se rychlostí blízkou rychlosti světla. Předpokládá se, že takové výtrysky vznikají působením centrální černé díry na akreční disk. Interferometrické pozorování kvasaru pomocí radioteleskopů odhalilo vlastní pohyb některých oblastí vydávajících rádiové záření, což je dalším důkazem přítomnosti pohybu materiálu ve výtrysku plazmatu.

## Pozorování
Kvazar sídlí ve středu velké eliptické galaxie se zdánlivou magnitudou 16 a zdánlivým průměrem 29".
Je to nejvzdálenější objekt, který lze pozorovat amatérskými dalekohledy.
Kvasar je nejlépe viditelný v květnu, a to ze severní i jižní polokoule. Nachází se v souhvězdí Panny a je dost jasný na to, aby mohl být pozorován větším amatérským astronomickým dalekohledem. Jeho magnituda se mění v rozsahu od 11,7 do 13,2. Zejména díky jeho silnému rádiovému záření a skutečnosti, že je to první rozeznaný kvasar, se rektascenze kvasaru 3C 273 používá k určení polohy 23 mimogalaktických rádiových zdrojů, které tvoří základ soustavy souřadnic ICRS.